# St-Cergue (schip, 1937)

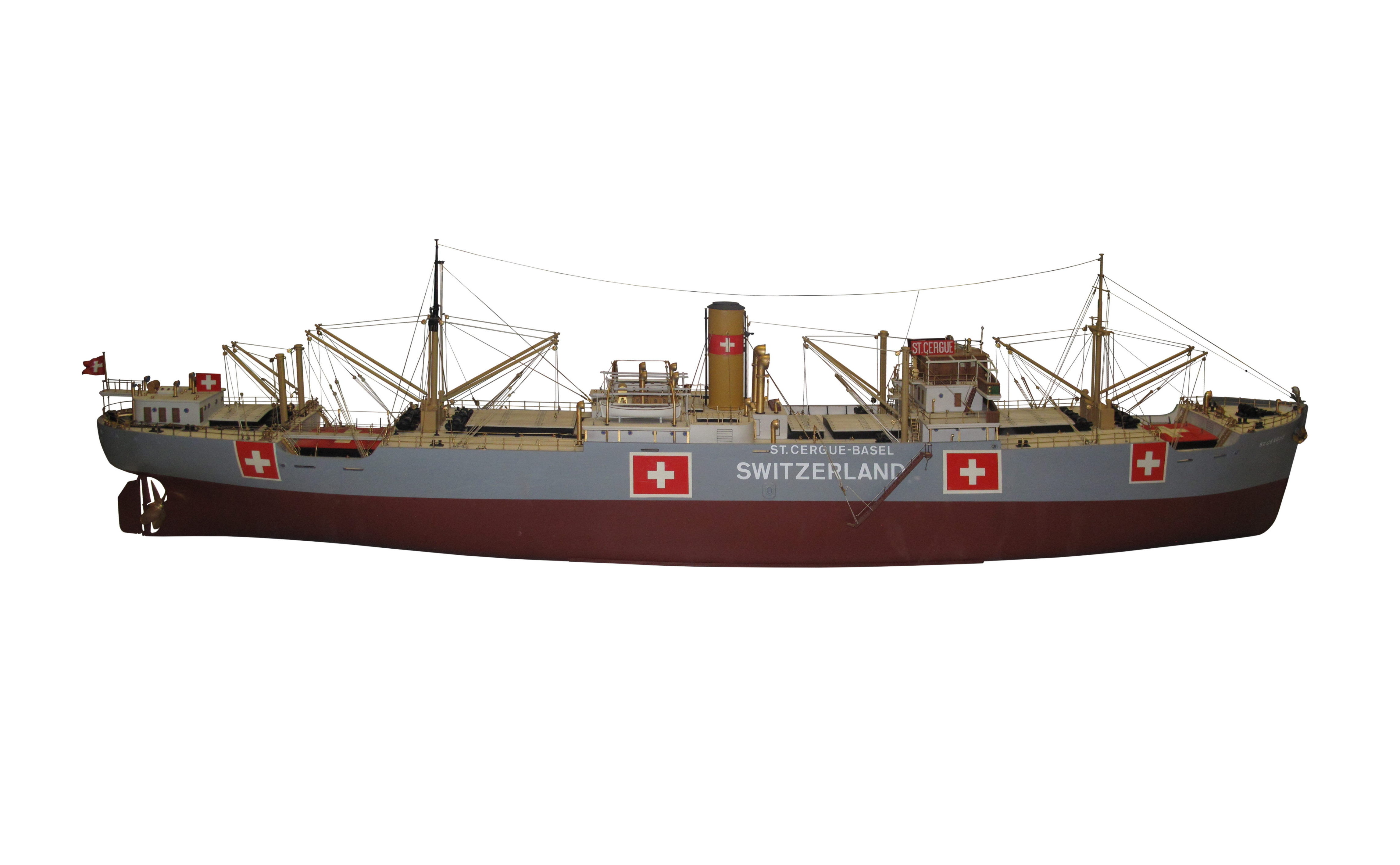
Model van de St-Cergue zoals ze tijdens de Tweede Wereldoorlog was gemarkeerd (Verkehrshaus der Schweiz, Luzern, Zwitserland)

De St-Cergue was een stoomschip dat in 1937 in Engeland is gebouwd.
In de Nederlandse geschiedenis is de St-Cergue vooral bekend geworden, doordat Erik Hazelhoff Roelfzema op dit schip naar Engeland is ontsnapt.

## Felldene
Het vrachtschip werd gebouwd op de Britse scheepswerf William Gray & Co. Ltd. uit West Hartlepool voor Dene Shipping Management Co. uit Londen. Zij gaven het de naam Felldene. Haar maximumsnelheid bedroeg negen knopen.

## St-Cergue
Op 28 februari 1939 werd de Felldene in Buenos Aires verkocht aan Demaurex & Pasche S.A., een in Panama gevestigd bedrijf van twee Zwitsers, die haar omdoopten tot St-Cergue. Het voer met graan op Genua en keerde dan terug naar de Verenigde Staten met Zwitserse machines en goederen aan boord.
Op 3 mei 1940 arriveerde het schip in Rotterdam. Op last van de Duitse bezetter mocht vanaf 15 mei geen enkel schip de haven verlaten.
Op 18 januari 1941 werd het schip met Duitse toestemming verkocht aan Suisse-Atlantique, Société de Navigation Maritime S.A. uit Lausanne. Het bleef onder Panamese vlag. In juli 1941 mocht het de haven verlaten en voer het naar de Verenigde Staten, met o.a. de Engelandvaarders Toon Buitendijk, Erik Hazelhoff Roelfzema, Bram van der Stok en Peter Tazelaar aan boord. In de buurt van de Faeröer werd het door de Britse kruiser HMS Devonshire opgebracht en naar Tórshavn geëscorteerd, waar de verzetsstrijders van boord gingen. Het schip kon in New York voor het eerst zijn nationale vlag hijsen.

### Reddingen
De St-Cergue heeft onderweg regelmatig drenkelingen gered:
- Op 15 april 1942 redde het, op weg naar New York, tien Noorse drenkelingen van de tanker Koll die op 6 april door een Duitse torpedo was geraakt.
- Op 27 juni 1942 redde het 209 drenkelingen van het Nederlandse vrachtschip Jagersfontein, dat de vorige ochtend door Duitsers tot zinken was gebracht, ongeveer 500 km ten westen van Bermuda. De 108 bemanningsleden, 14 kanonniers en 98 passagiers (86 US Army-officieren en 12 burgers, onder wie vrouwen en kinderen) dobberden rond in vier reddingsboten. De 12 burgers waren mensen die Nederlands-Indië probeerden te ontvluchten uit angst voor de Japanners; zij werden in Gibraltar afgezet. Een van de reddingsboten had een zender aan boord, en kreeg verbinding met de St-Cergue.[2]
- Op 25 maart 1943 was het onderweg van Buenos Aires naar Genua en vond het voor de Braziliaanse kust 22 bemanningsleden van het Zweedse vrachtschip Industria.
- Op 30 september 1943 nam de St-Cergue de bemanning over van de Portugese stoomboot Mello die in brand stond. Nadat de brand geblust was, sleepte de St-Cergue de Mello naar Pernambuco.

## Claus Bischoff
In december 1951 werd de St-Cergue verkocht aan Robert Bornhofen & Heinrich Bischoff in Hamburg, die het Claus Bischoff doopten. Na verschillende malen te zijn doorverkocht, werd het op 13 maart 1962 naar Italië verkocht voor de sloop. Het kwam op 18 juni 1962 in Monfalcone aan om daar te worden gesloopt.